# Gerhard Dewitz

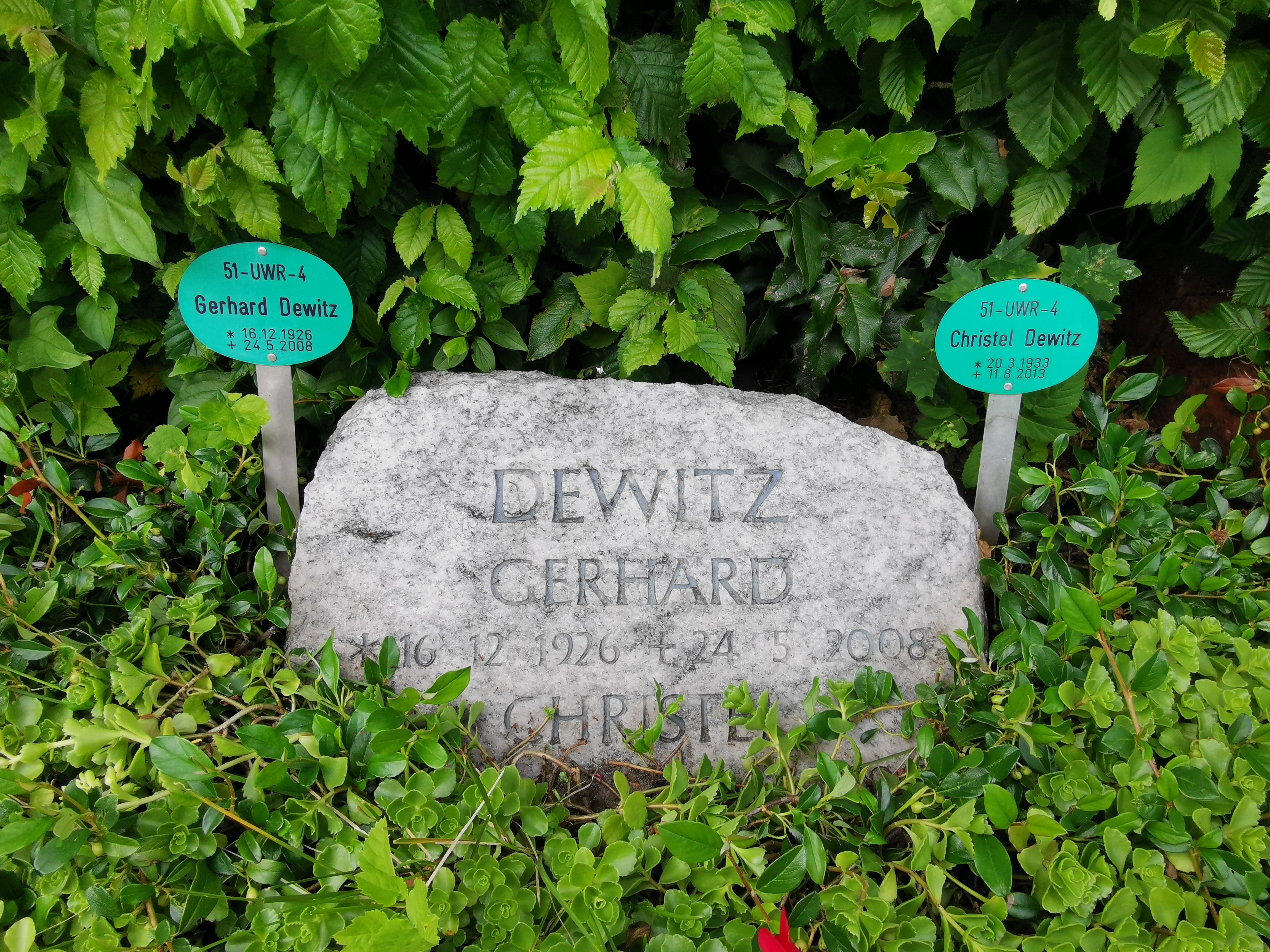
Grab auf dem Friedhof Steglitz

Gerhard Dewitz (* 16. Dezember 1926 in Küstrin; † 24. Mai 2008) war ein deutscher Politiker der CDU. 

## Leben
Gerhard Dewitz stammte aus Küstrin in der Neumark, er wurde infolge des Zweiten Weltkrieges aus seiner Heimat vertrieben. Von Beruf war er Verwaltungswirt. 1958 trat er der CDU bei. Am 20. Februar 1990 rückte er als Nachfolger für die ausgeschiedene Abgeordnete Gabriele Rost als Vertreter Berlins in den Deutschen Bundestag nach und blieb dort bis zum Ende der Wahlperiode im selben Jahr Mitglied.
Gerhard Dewitz setzte sich jahrzehntelang für die Belange der deutschen Heimatvertriebenen und Flüchtlinge ein. Er war Landesvorsitzender der Landsmannschaft Berlin-Mark Brandenburg, Landesverband Berlin, und gehörte als stellvertretender Bundessprecher dem Bundesvorstand dieser Landsmannschaft an. Zugleich war er Vorsitzender des Berliner Landesverbandes der Vertriebenen und gehörte über Jahre hinweg dem Vorstand bzw. dem Präsidium des Bundes der Vertriebenen an sowie dem Stiftungsrat der Stiftung Deutschlandhaus. Er war Vorsitzender des Landesverbandes Berlin der Ost- und Mitteldeutschen Vereinigung der CDU und gehörte zeitweise deren Bundesvorstand an. 